# Gasteracantha gambeyi
Gasteracantha gambeyi är en spindelart som beskrevs av Simon 1877. Gasteracantha gambeyi ingår i släktet Gasteracantha och familjen hjulspindlar.
Artens utbredningsområde är Nya Kaledonien. Inga underarter finns listade i Catalogue of Life.